# Trazioni alla sbarra

Esecuzione di una trazione alla sbarra a presa prona

Il termine trazioni alla sbarra indica un esercizio a corpo libero che consiste nel sollevare il proprio corpo attaccati con le mani ad una sbarra.
In inglese le trazioni alla sbarra assumono dei nomi diversi in base alla variante: si parla di pull-up nella versione a presa prona (piano frontale), mentre assume il nome di chin-up la variante a presa supina (piano sagittale).

## Biomeccanica delle trazioni alla sbarra
Le trazioni alla sbarra coinvolgono a livello osseo essenzialmente tre segmenti: omero (braccio), ulna e radio (avambraccio). I muscoli coinvolti in questo movimento sono molteplici, anche se vengono generalmente indicati grande dorsale e bicipite brachiale. Il movimento previsto nella fase positiva (o concentrica) in questo esercizio da parte del braccio (omero) è una adduzione, che per definizione si muove sul "piano frontale". L'avambraccio invece subisce una flessione, mentre la scapola è sottoposta ad un "abbassamento" o depressione e un'adduzione. La variante eseguita sul piano sagittale, cioè i "chin-up" (trazioni supine), coinvolgono essenzialmente le stesse catene muscolari della versione sul piano frontale (pull-up), anche se cambia la distribuzione del lavoro sui differenti muscoli coinvolti, e qui soprattutto è decisamente maggiore il richiamo dei bicipiti.
Muscoli coinvolti nell'"adduzione" ed "estensione" del braccio:
- Muscolo grande dorsale
- Muscolo grande pettorale (fascio infero-sternale)
- Muscolo deltoide (capo posteriore)
- Muscolo tricipite brachiale (capo lungo)
- Muscolo bicipite brachiale (capo breve)
- Muscolo sottoscapolare
- Muscolo piccolo rotondo
- Muscolo sottospinato

Muscoli coinvolti nella flessione del avambraccio:
- Muscolo bicipite brachiale
- Muscolo brachiale
- Muscolo brachioradiale

Muscoli coinvolti nell'abbassamento e adduzione della scapola:
- Muscolo piccolo pettorale
- Muscolo gran dentato
- Muscoli romboidi
- Muscolo trapezio (fasci ascendenti)

## Varianti esecutive
Le trazioni alla sbarra possono essere eseguite in diverse varianti.

### Trazioni classiche a presa prona (pull-up)
Si tratta della variante classica, in cui le mani si poggiano sulla sbarra con una presa moderatamente larga (un po’ oltre la larghezza delle spalle) e i palmi rivolti in avanti. In questo modo si ha un coinvolgimento molto marcato della parte esterna del gran dorsale e in secondo luogo anche degli avambracci, mentre risulta ridotto l’intervento dei bicipiti. L’esasperazione della larghezza della presa sposta sempre più il lavoro sulla parte più alta del gran dorsale e soprattutto sui deltoidi posteriori, ma rende molto complessa l’alzata poiché l’intervento delle braccia diviene assai blando, ed il rischio di infortuni aumenta. Al contrario, una larghezza ridotta (pari alla larghezza delle spalle) sposta il lavoro più verso la zona bassa del gran dorsale e massimizza l’intervento degli avambracci, con un coinvolgimento abbastanza intenso anche da parte dei bicipiti. 

### Trazioni a presa inversa o supina (chin-up)

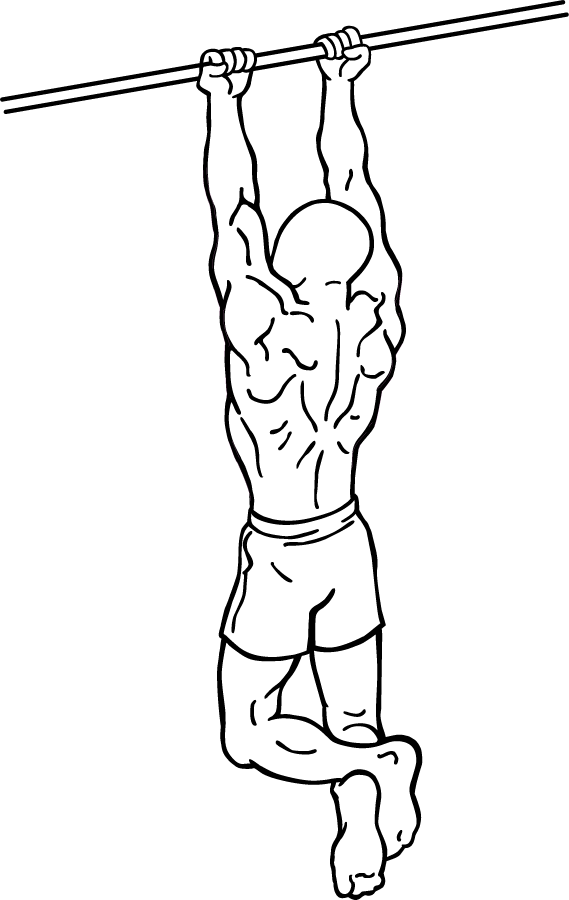
Fase di partenza e finale per una trazione a presa supina

In questa variante l’impugnatura delle mani viene invertita, con i palmi rivolti verso il soggetto. Così facendo il lavoro del gran dorsale viene spostato per lo più sulla zona centrale e, soprattutto, l’intervento dei bicipiti viene massimizzato, mentre si riduce il lavoro degli avambracci. Questa tipologia è ottima quando si vogliono allenare contemporaneamente ed efficacemente sia bicipiti che dorsali, ma risulta alquanto stressante a livello articolare, per via della posizione assolutamente innaturale e forzata dei polsi. Per ovviare, almeno in parte, a quest’ultimo inconveniente, generalmente nei chin-up si tiene una presa stretta, che non vada mai oltre la larghezza delle spalle: in tal modo la supinazione costante del polso dovrebbe risultare molto più sopportabile e decisamente meno a rischio di infortuni.  

### Trazioni a presa neutra (neutral grip pull-up)

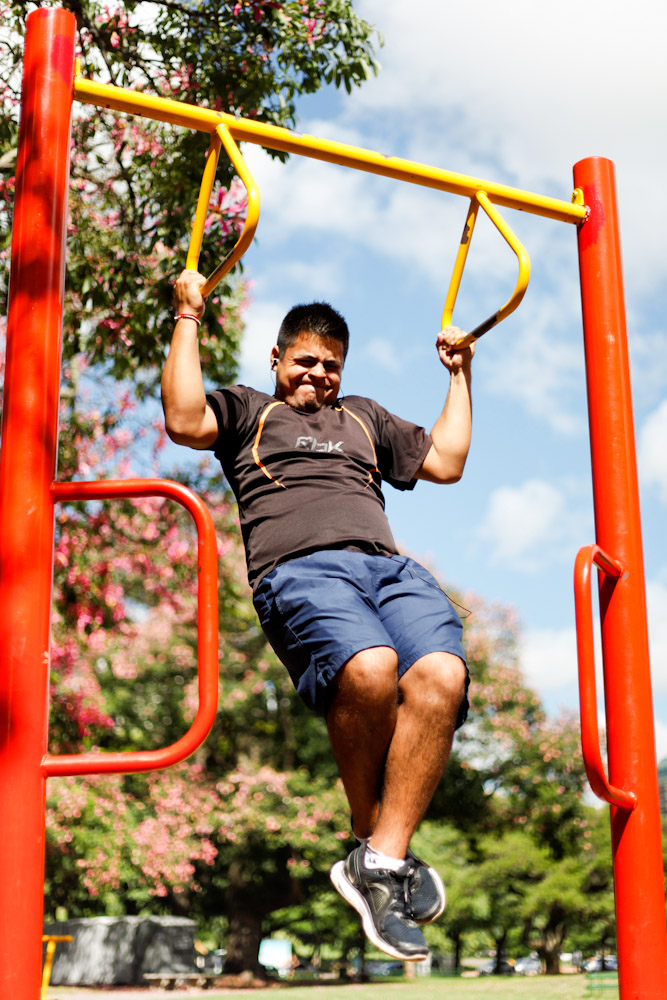
Trazioni a presa neutra

Questa terza variante rappresenta, dal punto di vista dell’attivazione muscolare e quindi dei benefici, un’efficace e funzionale via di mezzo fra le due precedenti. L’impugnatura avviene tramite delle maniglie parallele poste ad una distanza generalmente pari quella delle spalle, per cui i palmi delle mani sono posti l’uno di fronte all’altro. Il muscolo principalmente coinvolto rimane tutto il gran dorsale e specialmente la parte più centrale di esso. Inoltre, nelle trazioni neutre, anche l’intervento delle braccia è davvero considerevole, poiché vengono sollecitati intensamente e allo stesso tempo: gli avambracci; il piccolo muscolo brachiale, situato nella zona interna del bicipite; nonché lo stesso bicipite (anche se leggermente meno rispetto alle trazioni supine, ma molto più rispetto a quelle prone). In sintesi, questa tipologia di trazioni rappresenta, da un lato, un ottimo esercizio complementare rispetto alle trazioni prone, con cui condivide una forte attivazione dell’avambraccio utile a potenziare quel piccolo muscolo (il brachioradiale) spesso più debole rispetto agli altri; dall’altro lato, le trazioni a presa neutra possono considerarsi come un’alternativa più che valida rispetto alle trazioni supine dal momento che, rispetto a queste ultime, sono nettamente più naturali nella presa e quindi molto più sicure a livello articolare. Questo tipo di impugnatura è, inoltre, l’unico a prestarsi bene sia a prese molto strette (difficoltose con l’impugnatura prona) che a prese molto larghe (altamente disfunzionali da fare con impugnatura supina, causa alto rischio infortuni).  

### Trazioni zavorrate (con sovraccarico)

Trasioni a presa larga con zavorra. Qui vengono utilizzati dei dischi legati ad una cintura

Quando si è in grado di eseguire correttamente parecchie trazioni (in genere almeno 15) a corpo libero, si può iniziare a sovraccaricare il gesto appendendosi in vita, tramite un’apposita cintura, dei dischi via via sempre più pesanti. In tal modo si può svolgere un lavoro più orientato alla forza e all’incremento di massa muscolare, dal momento che un numero molto alto di ripetizioni finisce per avere più che altro benefici per la resistenza muscolare e solo in piccola parte per la massa, senza più nessun beneficio per l’aumento della forza massima.  

### Trazioni facilitate

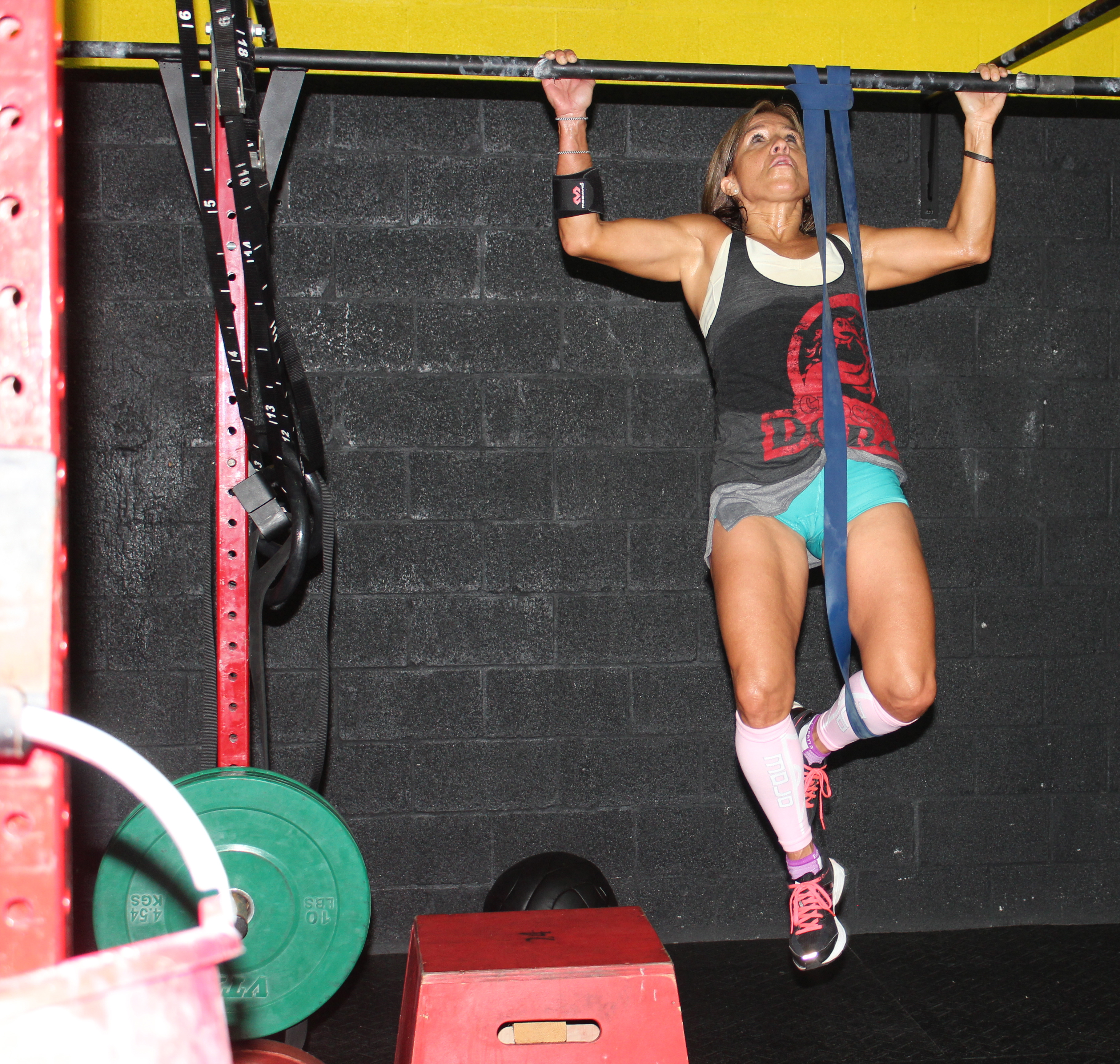
Esecuzione di trazioni alla sbarra a presa prona con l'ausilio di una banda elastica

Per i soggetti che non riescono a completare nemmeno una trazione, oppure che hanno un massimale pari ad una sola o al massimo due trazioni a corpo libero, può essere propedeutica l’esecuzione di trazioni facilitate, così da prendere sempre più confidenza con il movimento, a patto ovviamente di ridurre gradualmente tali facilitazioni, fino ad eliminarle del tutto nel lungo periodo. Appartengono a questa categoria: le trazioni negative, nelle quali si esegue, in modo molto lento e controllato, soltanto la fase eccentrica del movimento; e le trazioni con elastico, in cui la fase concentrica viene alleggerita dall’ausilio di una banda elastica che fa rimbalzare (più o meno intensamente a seconda della sua grandezza) il corpo verso l’alto.

## Trazioni orizzontali

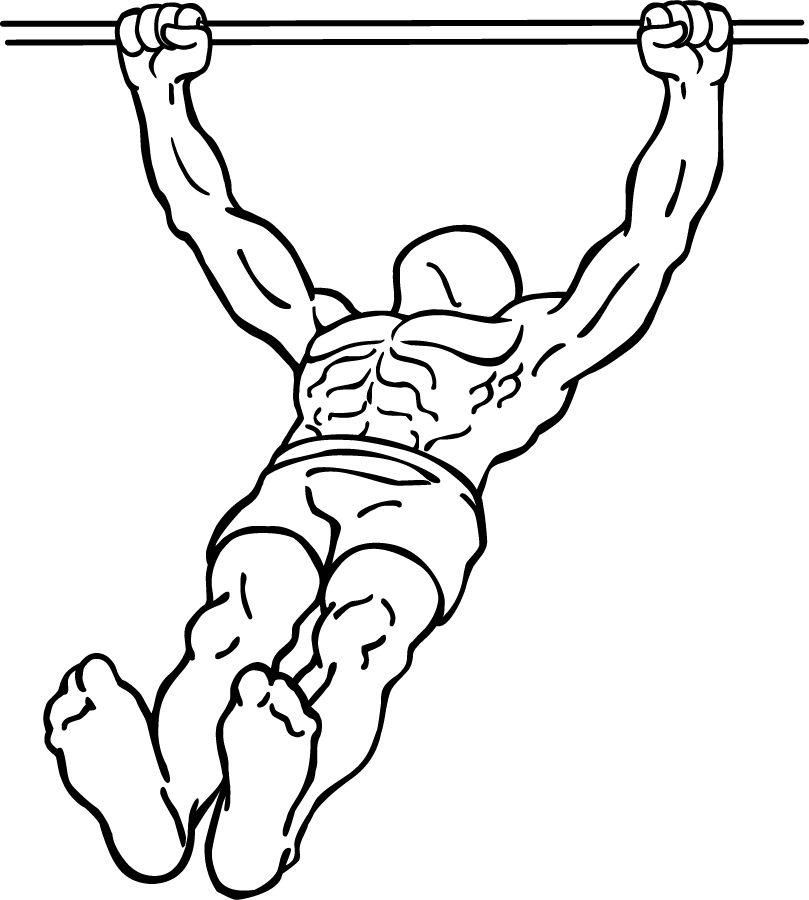
Esecuzione di una trazione orizzontale

Le trazioni orizzontali dette in gergo australian pull ups o body row (vista la stessa impostazione dell'esercizio di remata con pesi) sono un esercizio di tirata a corpo libero usate sia come propedeutica che come completamentare per le trazioni alla sbarra.
L'esercizio prevede che si esegua una tirata orizzontale con l'ausilio di una sbarra bassa, anelli o trx e la difficoltà si regola in base all'inclinazione. Possono essere usate anche come complementare con l'aggiunta di zavorre

## Record mondiali (presa prona)
Corpo libero:
- Maggior numero in 1 minuto: 68 di Adam Sandel (Stati Uniti) nel 2018.[2]
- Maggior numero in 1 ora: 1131 di Caine Eckstein (Australia) nel 2022.[3]
- Maggior numero in 6 ore: 3515 di Andrew Shapiro (Stati Uniti) nel 2016.[4]
- Maggior numero in 12 ore: 5742 di Andrew Shapiro (Stati Uniti) nel 2016.[5]
- Maggior numero in 24 ore: 7600 di John Orth (Stati uniti) nel 2016.[6]
- Maggior numero in 24 ore (femminile): 3737 di Eva Clarke (Emirati Arabi) nel 2016.[7]
- Maggior numero in 17 ore e 16 minuti: David Goggins nel 2013